# کولونگا کیوچگووو
کولونگا کیوچگووو (به لهستانی:  Kolonia Kiełczygłów) یک روستا در لهستان است که در گمینا کیوچگووو واقع شده‌است.
 کولونگا کیوچگووو  ۱۳۰ نفر جمعیت دارد.